# André Sjöberg
André Thomas Sjöberg, född 9 februari 1974 i Eskilstuna, är en svensk skådespelare.
Sjöberg studerade vid Teaterhögskolan i Göteborg. Han TV-debuterade 2003 i serien Paragraf 9 och blev känd för en bredare publik i och med rollen som Tore i Kay Pollaks film Så som i himmelen. Genombrottet kom 2006 med rollen som Nils Geting i TV-serien Snapphanar. År 2007 spelade han pedofilen Viktor Strandgård i Solstorm. Mellan 2009 och 2015 hade han en återkommande roll som polisen Dick Jörgensen i filmerna om Johan Falk. År 2011 medverkade han som producent, manusförfattare och skådespelare i filmen Gränsen. Åren 2012–2014 spelade han rollen som Gordon i Äkta människor. År 2015 repriserade han rollen som Tore i uppföljaren till Så som i himmelen, Så ock på jorden.

## Filmografi
- 2003 – Paragraf 9 (TV-serie)
- 2004 – Så som i himmelen
- 2005 – Nära huden
- 2006 – 30 år
- 2006 – Snapphanar (TV-serie)
- 2007 – Solstorm
- 2009 – Oskyldigt dömd (TV-serie)
- 2009 – 183 dagar (TV-serie)
- 2009 – Jonny Heiskanen
- 2009 – Johan Falk – Gruppen för särskilda insatser
- 2009 – Johan Falk – Vapenbröder
- 2009 – Johan Falk – National Target
- 2009 – Johan Falk – Leo Gaut
- 2009 – Johan Falk – Operation Näktergal
- 2009 – Johan Falk – De fredlösa
- 2011 – Gränsen (även manus och producent)
- 2011 – Det lömska nätet
- 2011 – En sån här dag
- 2012 – Johan Falk: De 107 patrioterna
- 2012 – Johan Falk: Organizatsija Karayan
- 2012 – Johan Falk: Kodnamn Lisa
- 2012–2014 – Äkta människor (TV-serie)
- 2015 – Johan Falk: Ur askan i elden
- 2015 – Johan Falk: Lockdown
- 2015 – Johan Falk: Slutet
- 2015 – Så ock på jorden

## Teater
- Mio min Mio (Stockholms Stadsteater, okänt år)